# 乔雷
乔雷（1970年4月—），中华人民共和国政治人物，天津市人，中共党员，曾任东莞市副市长、市公安局局长等职，现任珠海市副市长。

## 生平
乔雷曾就读于长春光学精密机械学院光学技术与光电仪器专业，曾担任江门市副市长。2024年12月，出任珠海市副市长、同时兼任市公安局長。